# Solenoidea
Los solenoideos (Solenoidea) son una superfamilia de moluscos bivalvos del orden de los veneroides, conocidos popularmente como navajas.
Son mariscos muy apreciados gastronómicamente en Asia y en Europa, y también se utilizan cómo cebo para la pesca de ciertas especies de peces.

## Características
Los solenoideos o navajas son bivalvos con la concha de forma alargada y simétrica. Las valvas son lisas y articuladas entre ellas en toda su longitud. En uno de los extremos de la concha se encuentra la cabeza atrofiada y, en el otro, el pie en forma de hacha.

## Taxonomía
Para la mayoría de los autore, la superfamilia comprende dos familias:
- Superfamilia Solenoidea

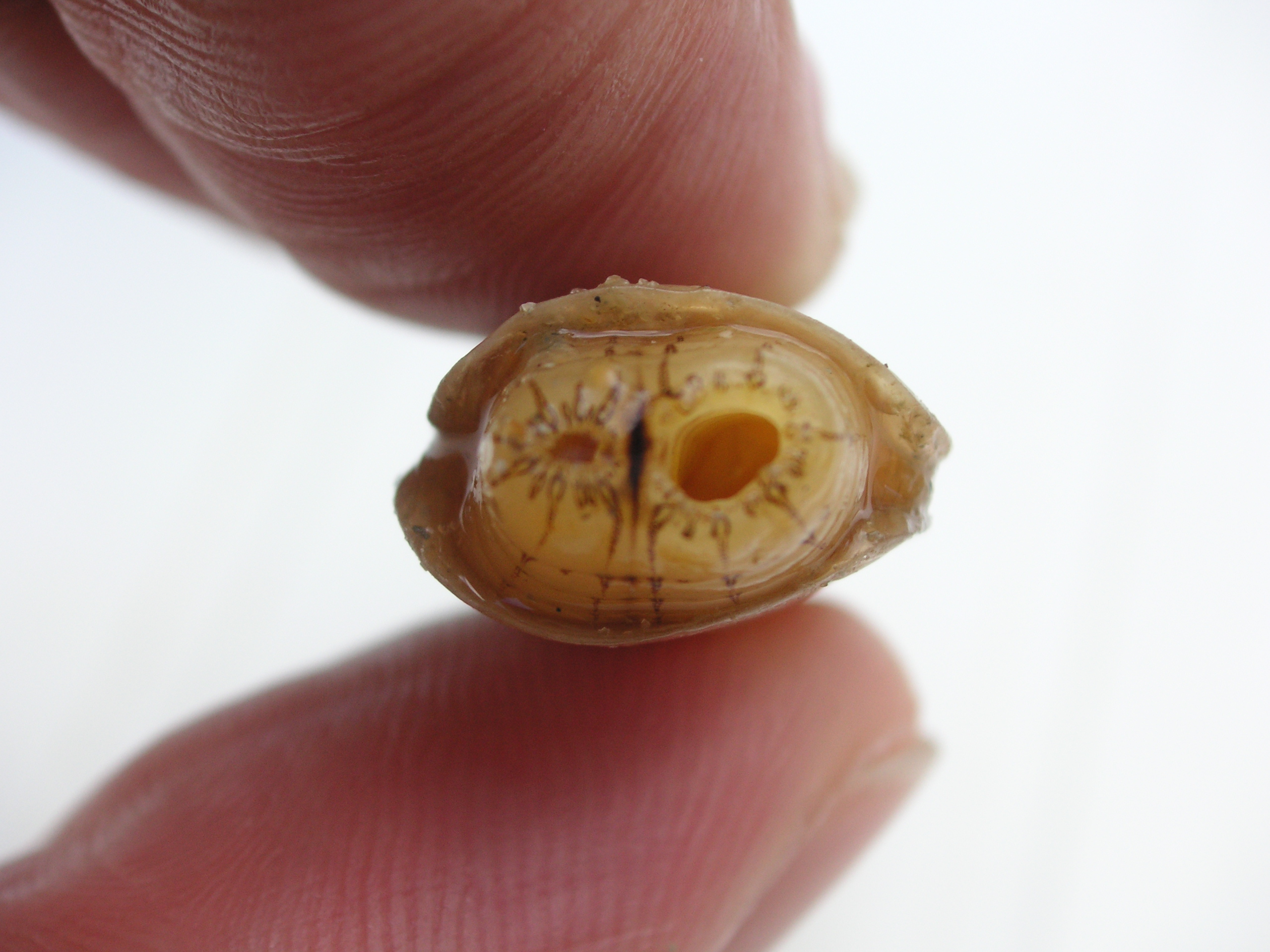
Vista por un extremo.

  - Familia Pharidae H. Adams & A. Adams, 1856
  - Familia Solenidae Lamarck, 1809

Sin embargo, el National Center for Biotechnology Information (NCBI) estadounidense considera tres:
- Superfamilia Solenoidea
  - Familia Cultellidae Davies, 1935
  - Familia Pharidae H. Adams & La. Adams, 1856
  - Familia Solenidae Lamarck, 1809

Para los demás autores, las especies de la familia de los Cultellidae estarían integradas en la familia Pharidae.

## Usos

### Cocina

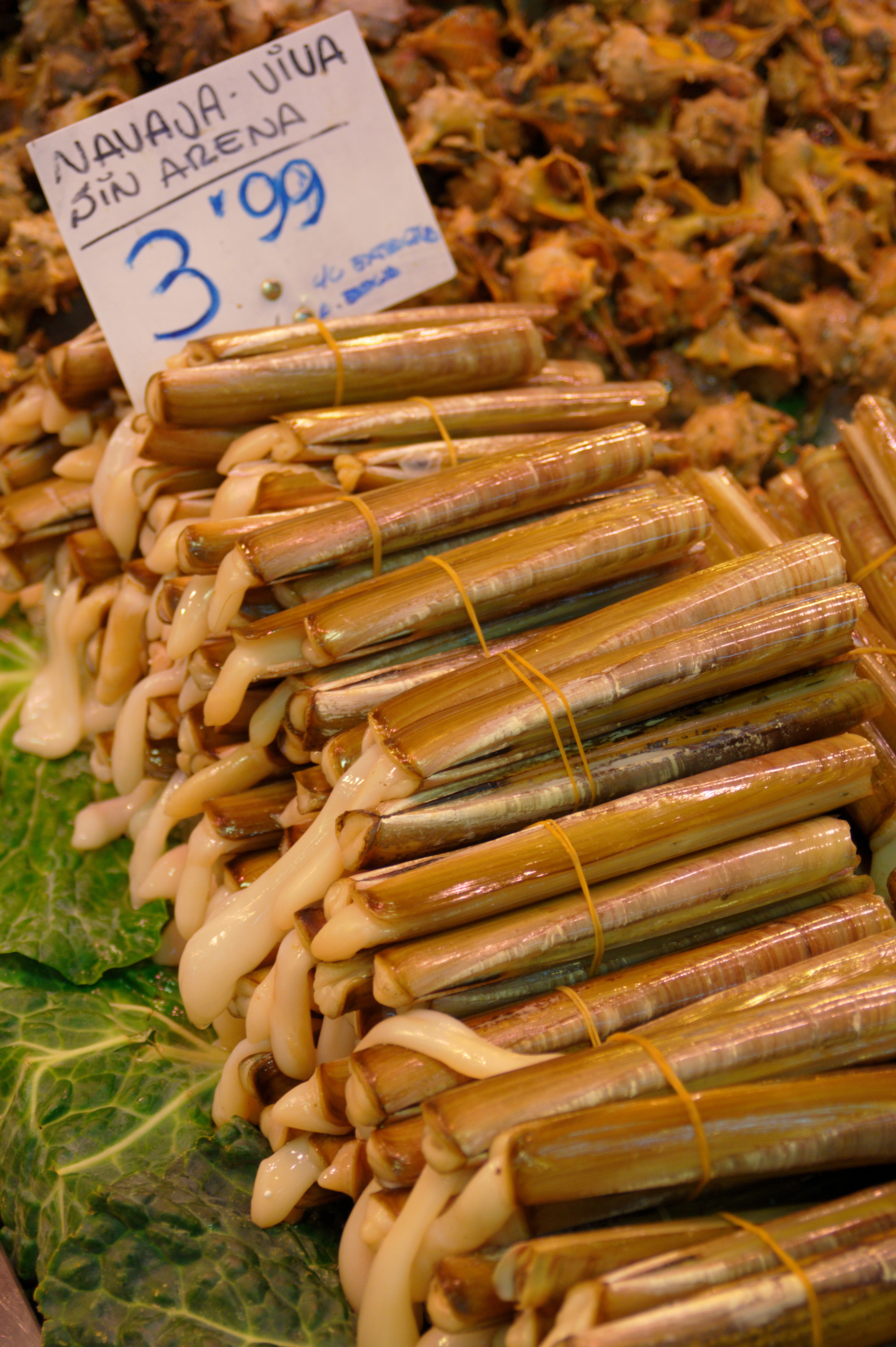
Navajas de la especie Solen marginatus en el mercado de la Boquería, Barcelona.

Las navajas se cocinan ampliamente en Asia y Europa. Se cocinan de forma muy directa, asadas a la parrilla o a la plancha, a menudo salteadas con aceite, ajo, hierbas aromáticas, y chiles o con salsa de soja, dependiendo del país. Pueden congelarse, y su carne sigue siendo firme después de descogeladas.

### Cebo para pesca
Las navajas también se emplean cómo cebo para la pesca de, entre otros pescados, la dorada (Sparus aurata) y otros espáridos o la lubina.